# 9993 Kumamoto

9993 Kumamoto

9993 Kumamoto eller 1997 VX5 är en asteroid i huvudbältet som upptäcktes den 6 november 1997 av den japanska astronomen Jurō Kobayashi i Kumamoto. Den är uppkallad efter den japanska staden Kumamoto.
Asteroiden har en diameter på ungefär 6 kilometer.